# Grippia
Grippia é um gênero de extinto de Ichthyosauria. Sua única espécie conhecida é o Grippia longirostris. Era um Ichthyosauria relativamente pequeno, medindo cerca de 1,5 metros de comprimento. Restos de seus fósseis foram originalmente atribuídos a G. longirostris.